# Piotr Riaucour
Piotr Riaucour (ur. 20 lipca 1694, zm. 6 stycznia 1768) herbu własnego − bankier i kupiec warszawski.

## Życiorys
Był synem Jacquesa, francuskiego kupca osiadłego w Warszawie przed 1684 rokiem, katolika i Franciszki, starszym bratem Ludwika (biskupa) i ojcem Andrzeja (dyplomaty w służbie saskiej). Interes rodziców przejął w roku 1717. Rozwijał go dzięki przejęciu gdańskich kontrahentów i magnackich klientów swojego teścia, prezydenta Warszawy Franciszka Witthofa. Wielokrotnie podróżował za granicę, m.in. do Drezna i Lipska, potem także do Paryża i Lyonu. Utrzymywał kontakty z intelektualistami, m.in. z Johannem Christophem Gottschedem, słynnym ówcześnie literaturoznawcą i literatem, oraz ze środowiskiem uniwersyteckim w Halle. Riaucour obracał się także w orbicie dworu drezdeńskiego i w kręgach dyplomatów francuskich (współpracował z opatem de Livry, następnie z ambasadorem Antoine’em-Felixem de Montim). Zaangażował się w elekcję Leszczyńskiego w 1733 roku. W 1764 otrzymał indygenat (wspólnie z bratem) na sejmie koronacyjnym Stanisława Augusta Poniatowskiego.
Sprowadzał do Polski towary z Niemiec, Holandii i Francji. Obsługiwał zlecenia rodziny Czartoryskich, Bielińskich, braci Załuskich, hetmana Branickiego, Elżbiety Sieniawskiej.
Był właścicielem nieruchomości w Warszawie, m.in. pałacu Pod Czterema Wiatrami przy ul. Długiej.
Został pochowany w warszawskiej katedrze św. Jana.